# Miljenko Jergović

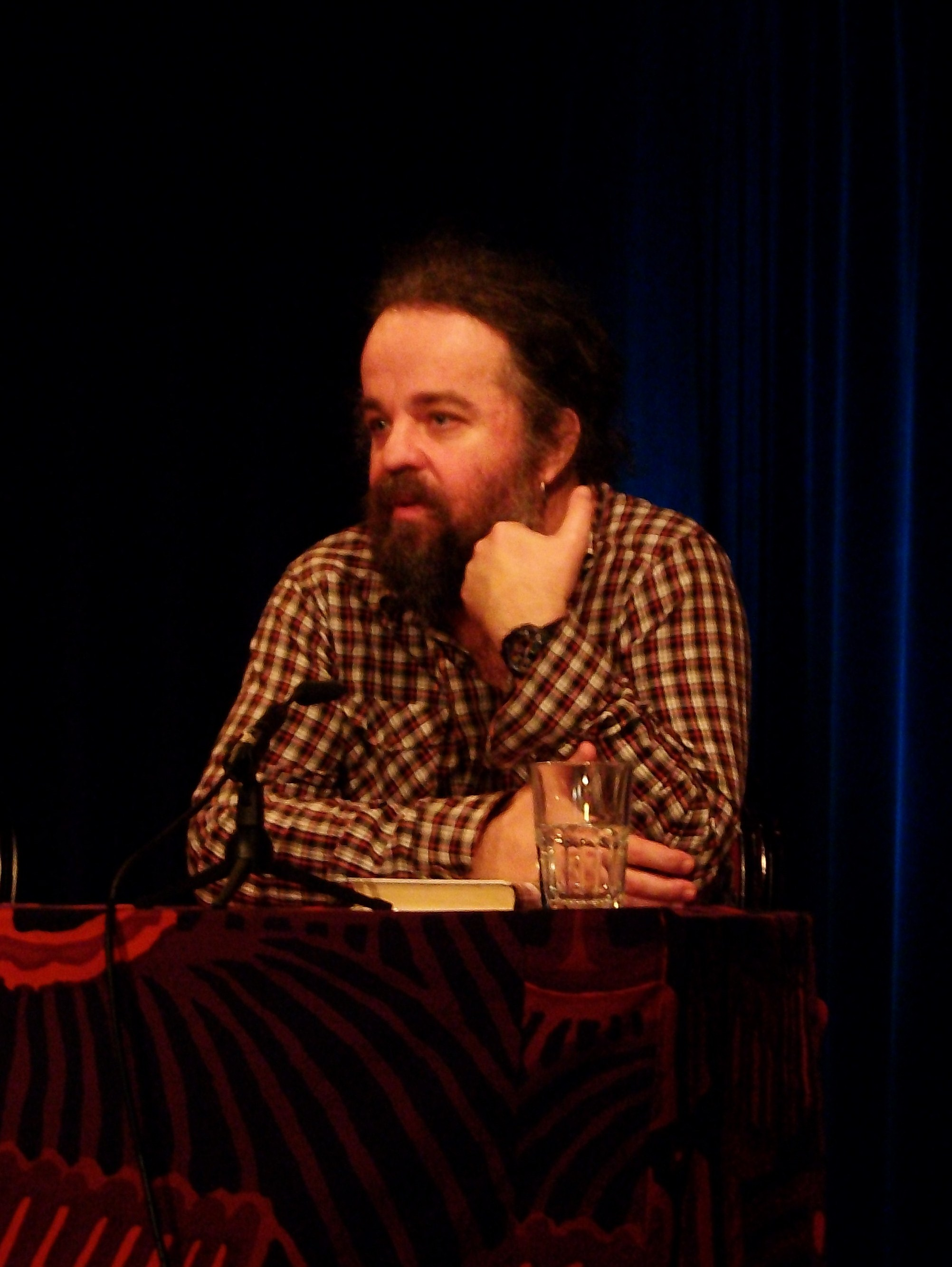
Miljenko Jergović, Graz 2012

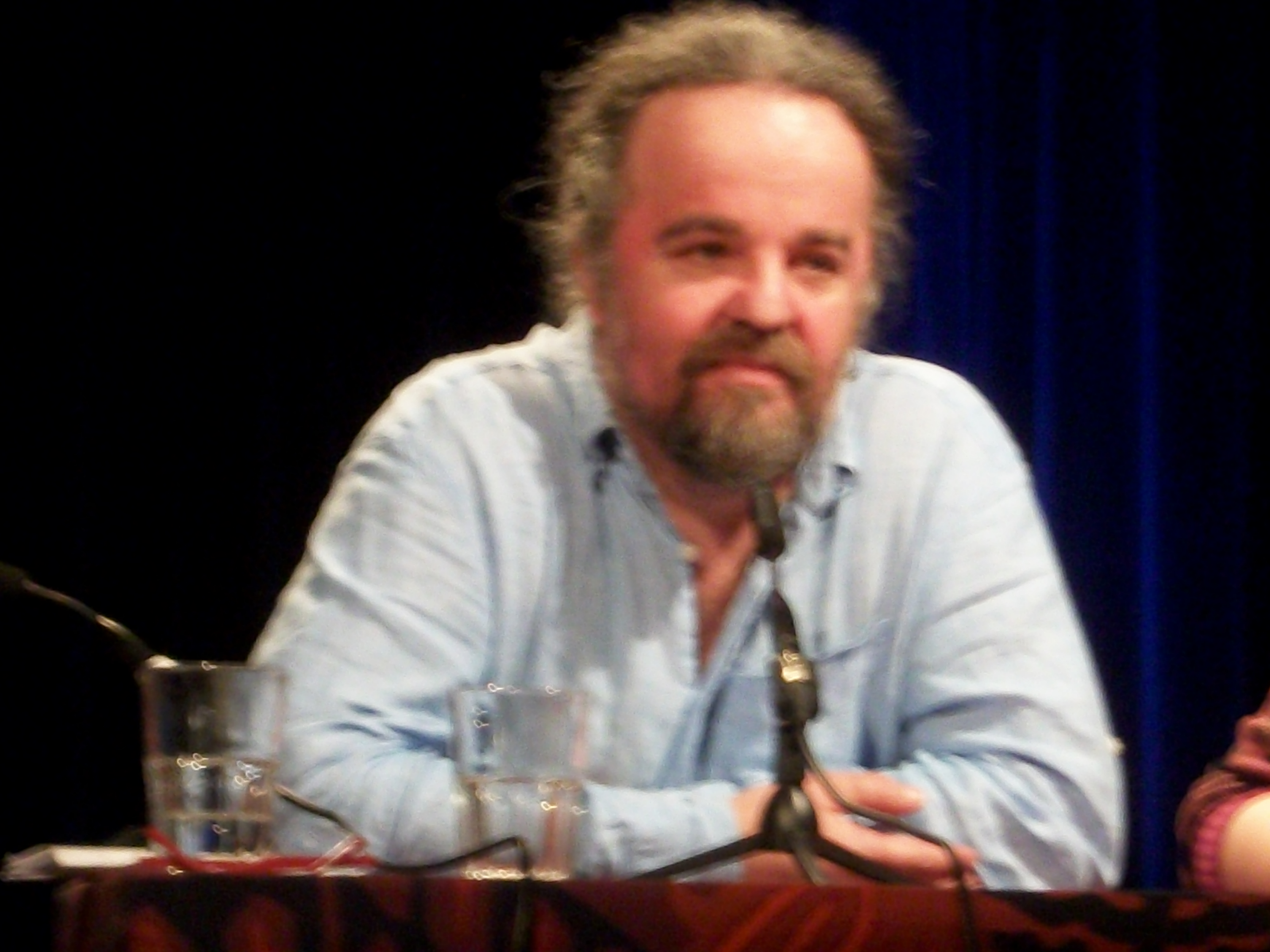
Miljenko Jergović, Graz 2015

Miljenko Jergović (* 28. Mai 1966 in Sarajevo) ist ein bosnisch-herzegowinischer und kroatischer Schriftsteller, Dichter und Essayist, der vornehmlich in kroatischer Sprache schreibt.

## Leben und Werk

### Jugoslawien
Die ersten Zeitungs- und Buchartikel gab Jergović Ende der 1980er Jahre heraus. Neben der journalistischen Arbeit begann er zunächst, Gedichte zu schreiben. Für seine erste Gedichtsammlung Opservatorija Varšava (1988) wurde er mit den Poesiepreisen „Goran“ und „Mak Dizdar“ geehrt. Es folgten die Gedichtsammlungen Uči li noćas neko u ovom gradu japanski? (deutsch Lernt heut' Nacht in dieser Stadt irgendjemand japanisch?, 1990) und Himmel Comando (1992).
1993 verließ Jergović das seit dem 5. April 1992 von der Jugoslawischen Volksarmee belagerte Sarajevo.

### Kroatien
Seit Mai 1993 lebt er und veröffentlicht seine Werke in der kroatischen Hauptstadt Zagreb. Der internationalen Leserschaft wurde er durch die Kurzgeschichtensammlung Sarajevski Marlboro (1994) (dt. Sarajevo Marlboro, 1996) bekannt, für die er internationale Preise gewann.
Mama Leone (1999), die Auto-Trilogie Buick Rivera (2002), Freelander (2007) und Wolga, Wolga (2009), sowie Dvori od oraha (deutsch Das Walnusshaus, 2008) sind die bekanntesten seiner neueren Bücher.
Am 16. April 2007 trat er aus dem kroatischen Schriftstellerverband mit der Begründung aus, dass seine Mitgliedschaft im Gegensatz zu seiner Haltung und seinem Verhältnis zur kroatischen Literatur und Literatur insgesamt stehe. Nachdem der von ihm mitbegründete Schriftstellerverband Bosnien-Herzegowinas am 5. Mai 2020 einen Protestbrief gegen die am 16. Mai 2020 stattfindende Gedenkmesse in der Herz-Jesu-Kathedrale (Sarajevo) für die Opfer des Massakers von Bleiburg veröffentlichte, trat er aus den Schriftstellerverband aus. Er verurteilte die Verharmlosung des Unabhängigen Staats Kroatien durch die Messe selbst, wie auch die Passivität des Schriftstellerverbands bei den zuvor stattfindenden Straßennamensnennungen von Ustascha-Mitlangern in Sarajevo.
Jergović veröffentlicht auch Zeitungsartikel und Essays in kroatischen, serbischen und bosnisch-herzegowinischen Zeitungen. Nach jahrelanger Zusammenarbeit mit der linksorientierten satirischen politischen Wochenzeitung Feral Tribune aus Split schreibt er seit 2000 für das kroatische Nachrichtenmagazin Globus. Auch für das ehemalige bosnisch-herzegowinische Nachrichtenmagazin BH Dani schrieb er regelmäßig Kolumnen. Bis September 2020 schrieb er für die kroatische Tageszeitung Jutarnji list. Seit Oktober 2020 tut er das für die Tageszeitung Večernji list.

### Fußball
Jergović gehört zu den Literaten, die sich in ihren Werken auch dem Fußball als kulturelles Phänomen annähern, das Kontakte zwischen benachbarten Ethnien mitbestimmt. Für das deutsche Publikum kommentierte er wiederholt Fußballspiele, so etwa die Partie Brasilien – Deutschland (1:7) bei der Weltmeisterschaft 2014; seinem Kommentar gab die ARD den Titel „Wenn Fußball zur Kunst wird“.
2012 wurden in dem serbischen Sender RTS mehrere Kapitel aus dem Manuskript seines Romans „Wilimowski“ verlesen; 2016 erschien der Roman vollständig auf Polnisch. Anlass war der 100. Geburtstag des Dribbelkünstlers Ernst Willimowski, der nach der Torausbeute pro Spiel der effektivste Stürmer sowohl der polnischen als auch der deutschen Nationalmannschaft war.
Seine Werke wurden in mehr als 15 Sprachen übersetzt.

## Werke (Auswahl)
- Opservatorija Varšava, 1988.
- Uči li noćas neko u ovom gradu japanski?, 1990.
- Himmel Comando, 1992.
- Sarajevski Marlboro, 1994.
  - deutsch: Sarajevo Marlboro, Erzählungen, aus dem Kroatischen von Brigitte Döbert, mit einem Nachwort von Daniela Strigl, Verlag Schöffling & Co., Frankfurt am Main 2009, ISBN 978-3-89561-392-0.
- Karivani, 1995.
  - deutsch: Karivani, ein Familienmosaik, aus dem Kroatischen von Klaus Detlef Olof, Folio Verlag, Wien/Bozen 1997, ISBN 978-3-85256-056-4.
- Preko zaleđenog mosta, 1996.
- Naci bonton, 1998.
- Mama Leone, 1999.
  - deutsch: Mama Leone, Erzählungen, aus dem Kroatischen von Klaus Detlef Olof, Folio Verlag, Wien/Bozen 2000, ISBN 978-3-85256-120-2.
- Historijska čitanka, 2000.
- Kažeš anđeo, 2000.
- Hauzmajstor Šulc, 2001.
- Buick Rivera, 2002.
  - deutsch: Buick Rivera, Roman, aus dem Kroatischen von Brigitte Döbert, Verlag Schöffling & Co., Frankfurt am Main 2006, ISBN 978-3-89561-390-6.
- Dvori od oraha, 2003.
  - deutsch: Das Walnusshaus, Roman, aus dem Kroatischen von Brigitte Döbert, Verlag Schöffling & Co., Frankfurt am Main 2008, ISBN 978-3-89561-391-3.
- Rabija i sedam meleka, 2004.
- Inšallah Madona, inšallah, 2004.
- Glorija in excelsis, 2005.
- Žrtve sanjaju veliku ratnu pobjedu, 2006.
- Ruta Tannenbaum, 2006.
  - deutsch: Ruth Tannenbaum, Roman, aus dem Kroatischen von Brigitte Döbert, Verlag Schöffling & Co., Frankfurt am Main 2019, ISBN 978-3-89561-398-2.
- Drugi poljubac Gite Danon, 2007.
- Freelander, 2007.
  - deutsch: Freelander, Roman, aus dem Kroatischen von Brigitte Döbert, Verlag Schöffling & Co., Frankfurt am Main 2010, ISBN 978-3-89561-393-7.
- Volga, Volga, 2009.
  - deutsch: Wolga, Wolga, Roman, aus dem Kroatischen von Brigitte Döbert, Verlag Schöffling & Co., Frankfurt am Main 2011, ISBN 978-3-89561-394-4.
- Otac, 2010.
  - deutsch: Vater, Roman, aus dem Kroatischen von Brigitte Döbert, Verlag Schöffling & Co., Frankfurt am Main 2015, ISBN 978-3-89561-395-1.
- Rod. Roman. Zaprešić 2013.
  - deutsch: Die unerhörte Geschichte meiner Familie. Roman. Aus dem Kroatischen von Brigitte Döbert, Verlag Schöffling & Co., Frankfurt am Main 2017, ISBN 978-3-89561-396-8.
- Sarajevo, plan grada, Roman. Zaprešić 2015, ISBN 978-953-266-665-6.
- Doboši noći, Roman. Zaprešić 2015, ISBN 978-953-266-682-3.
- Wilimowski. Zaprešić 2016 (Teillesung 2012)
  - Wilimowski, 2016. Roman, aus dem Kroatischen ins Polnische übersetzt von Magdalena Petryńska. Książkowe klimaty, Warschau 2016.
- Nezemaljski izraz njegovih ruku, Roman. Zaprešić 2017, ISBN 978-953-266-909-1.
- Selidba, Roman. Zaprešić 2018, ISBN 978-953-266-984-8.
- Imenik lijepih vještina, Essays. Zaprešić 2018, ISBN 978-953-358-061-6.
- Hauzmajstor Šulc, Lyrik. Zaprešić 2018, ISBN 978-953-358-056-2.
- Mačka čovjek pas, Kurzgeschichten. Zaprešić 2019, ISBN 978-953-358-169-9.
- Herkul, Roman. Zaprešić 2019, ISBN 978-953-358-179-8
  - Der rote Jaguar. Roman, aus dem Kroatischen von Brigitte Döbert, Verlag Schöffling & Co., Frankfurt am Main 2021, ISBN 978-3-89561-389-0.[7]
- Imenik lijepih vještina II, Essays. Zaprešić 2020, ISBN 978-953-358-307-5.
- Vjetrogonja Babukić i njegovo doba, Roman. Zaprešić 2021, ISBN 978-953-358-285-6.
- Trojica za Kartal. Sarajevski Marlboro remastered. Zaprešić 2022, ISBN 978-953-8398-05-6.
  - Das verrückte Herz. Sarajevo Marlboro remastered. Aus dem Kroatischen von Brigitte Döbert. Suhrkamp Verlag, Berlin 2024. ISBN 978-3-518-43196-2

## Preise und Ehrungen
- Poesiepreis „Goran“ für Opservatorija Varšava, 1988
- Poesiepreis „Mak Dizdar“ für Opservatorija Varšava, 1988
- Journalismuspreis „Veselko Tenžera“, 1990
- Literaturpreis „Ksaver Šandor Gjalski“, 1994
- Der Erich-Maria-Remarque-Friedenspreis der Stadt Osnabrück, 1995
- Jährliche Preisverleihung „August Šenoa“ der Matica hrvatska für Literatur und Kunst für Buick Rivera, 2002
- Italienischer Literaturpreis „Premio Grinzane Cavour“ für Mama Leone, 2003
- Preis des Schriftstellerverbandes von Bosnien und Herzegowina für Dvori od oraha, 2003
- Jährliche Preisverleihung der kroatischen Zeitung Jutarnji list für das beste Prosawerk Dvori od oraha, 2004
- Literaturpreis „Premio Napoli“ für Hauzmajstor Šulc, 2005
- Mitteleuropäischer Literaturpreis Angelus für die polnische Übersetzung von Srda pjeva, u sumrak, na Duhove, 2012
- Georg-Dehio-Buchpreis für sein episches Werk, 2018 (zusammen mit der Übersetzerin Brigitte Döbert)
- Ehrenpreis des österreichischen Buchhandels für Toleranz in Denken und Handeln 2022[8]